# GLs30
GLs30 – polska wąskotorowa lokomotywa spalinowa na tor szerokości 500–750 mm, przeznaczona dla przemysłu.

## Geneza
Z powodu dużego zapotrzebowania na wąskotorowe lokomotywy dla przemysłu i braków części zamiennych do różnych starych lokomotyw pochodzenia zagranicznego, Zakłady Remontu Maszyn Budowlanych nr 5 (ZREMB) w Gliwicach, które zajmowały się ich remontami, opracowały w przyzakładowym biurze konstrukcyjnym dokumentację techniczną małej lokomotywy przemysłowej z wykorzystaniem wyłącznie polskich podzespołów. Projekt został opracowany w 1957 roku. Wprowadzono do produkcji w kolejnych latach trzy lokomotywy: GLs20, GLs25 i GLs30, wszystkie napędzane tym samym modelem silnika, lecz rozwijające różną moc (oznaczenia pochodziły od ich mocy w koniach mechanicznych). Lokomotywa GLs20, produkowana jako pierwsza od 1959 roku, była mniejsza, a dwie pozostałe były takiej samej konstrukcji. Z uwagi na braki zachowanych materiałów źródłowych, informacje o produkcji tych lokomotyw są jednak niepewne i rozbieżne. Najpierw rozpoczęto w 1959 roku produkcję mniejszych lokomotyw GLs20. Produkcję seryjną lokomotyw GLs30 prowadzono w latach 1961–1964. Według niektórych publikacji, powstało ok. 160 lokomotyw GLs30, lecz inni autorzy wskazują, że liczba ta jest niepewna. W tym samym czasie produkcję wąskotorowych lokomotyw spalinowych WLs40/50 prowadziły Fablok oraz ZNTK Poznań, z tego powodu przestały napływać zamówienia do zakładu w Gliwicach i zakończono produkcję tych lokomotyw. W 1964 roku przestawiono się natomiast na produkcję maszyn budowlanych, zwłaszcza podnośników. Szczególnie często lokomotywy GLs30 spotykane były w cegielniach.

## Konstrukcja
Lokomotywy GLs30 są wyposażone w silnik wysokoprężny typu S-322 produkcji WSW Andrychów. Był to silnik dwucylindrowy, czterosuwowy, na olej gazowy. Pojemność skokowa wynosiła 3,62 l, średnica cylindra 120 mm, a skok tłoka 160 mm. Osiągał on w GLs30 moc 30 KM przy 1200 obr./min, a w GLs25 moc 25 KM przy 1000 obr./min. Napęd na osie przekazywany jest poprzez 3-biegową skrzynię biegów, z mechanizmem rewersowym na wałku wyjściowym do zmiany kierunku jazdy, a następnie przez dwa wałki z osadzonymi na nich kołami zębatymi. Z tych kół, poprzez dwa łańcuchy Galla, napęd przekazywany jest na tylną oś, połączoną łańcuchem z przednią osią. Przełączanie biegów odbywa się za pomocą koła ręcznego. Osie obracają się w łożyskach tocznych i odsprężynowne są za pomocą resorów piórowych półeliptycznych, z czteropunktowym podparciem konstrukcji. Silnik chłodzony jest cieczą o obiegu wymuszonym. Hamulec ręczny działa na wszystkie koła. Lokomotywa wyposażona jest w dwie piasecznice uruchamiane mechanicznie. Zbiornik paliwa miał pojemność 35 litrów. Lokomotywę budowano na rozstawy szyn: 500 mm, 600 mm i 750 mm. 
W budce maszynisty siedzenie ustawione jest na pokrywie skrzyni biegów, bokiem do kierunku jazdy w celu obserwacji w obu kierunkach. Budka jest zakryta i ma odkręcany dach. Z przodu, tyłu i prawej strony kabina ma ściany z dużymi oknami, a z lewej ma otwarte wejście, które może być zasłonięte brezentowym boczkiem. Ostoja lokomotywy jest spawana elektrycznie z blach grubości 15 mm. Do czołownic przykręcone są pełne zderzaki (nieodsprężynowane), o regulowanej wysokości zawieszenia, zaopatrzone w trzpienie cięgłowe do zaczepiania łańcuchów pełniących rolę sprzęgów.
Instalacja elektryczna służyła do rozruchu i oświetlenia i oryginalnie obejmowała prądnicę o napięciu 12 V, rozrusznik (na prąd o napięciu 24 V), dwa akumulatory o napięciu po 12 V (łączone równolegle, a w czasie rozruchu szeregowo), reflektor przedni, tylny i lampę sufitową. Instalacja bywała modyfikowana podczas eksploatacji, najczęściej przez wymianę 24-woltowego rozrusznika, który komplikował układ. 